# The Arizona Cowboy
The Arizona Cowboy è un film del 1950 diretto da R.G. Springsteen.
È un western statunitense con Rex Allen (al suo debutto), Teala Loring e Gordon Jones.

## Produzione
Il film, diretto da R.G. Springsteen su una sceneggiatura di Bradford Ropes, fu prodotto da Franklin Adreon, come produttore associato, per la Republic Pictures e girato nell'Iverson Ranch a Chatsworth, Los Angeles, California, da metà aprile a fine aprile 1949.

## Distribuzione
Il film fu distribuito negli Stati Uniti dal 1º aprile 1950 al cinema dalla Republic Pictures. È stato distribuito anche in Brasile con il titolo O Cowboy do Arizona.

## Promozione
Le tagline sono:
- A New GREAT COWBOY STAR!
- AS TOUGH AS THE WEST CAN MAKE 'EM!
- A GREAT NEW WESTERN STAR
- Year after Year Republic has delivered the tops in Western Personalities...And now...A Great New Star's Heading Your Way!
- MEET The Brand New Bronco-Bustin' Battlin' Sage-Brush Buckaroo From The Plains Of Arizona!